# 日野家宣
日野 家宣（ひの いえのぶ）は、平安時代後期から鎌倉時代前期にかけての公卿。藤原北家真夏流日野家、権中納言・日野資実の長男。官位は従三位・参議。

## 経歴
早くから大学に入り、建久9年（1198年）学問料を下給され、正治3年（1201年）には文章得業生に補任された。建仁2年（1202年）但馬少掾に初任。
建仁3年（1203年）六位蔵人に補任の後ほどなく従五位下・右衛門尉に叙任される。摂政・近衛家実の家司を務め、元久元年（1204年）には従五位上・兵部権大輔に叙任され、建永2年（1207年）武蔵権介に任ず。承元4年（1210年）には正五位下に進んだ。
承元5年（1211年）五位蔵人に補任され、右少弁に転じる。同年左少弁に転じた後、建暦3年（1213年）正五位上に叙される。権右中弁を経て、建保3年（1215年）従四位下。建保7年（1217年）には正四位下・左中弁に叙任され、承久2年（1220年）左大弁に転じる。承久3年（1221年）に従三位に叙され公卿に列し、長門権守を兼任。勧学院別当を務め、同年中に参議に任ぜられるが、翌貞応元年（1222年）10月27日出家し、同日薨去。享年38。

## 官歴
※以下、『公卿補任』に記載に従う。
- 建久9年（1198年）6月14日：穀倉院学問料を賜う。
- 正治3年（1201年）正月30日：文章得業生に補す。
- 建仁2年（1202年）正月：但馬少掾に任ず。
- 建仁3年（1203年）
  - 正月9日：献策す（抜任勝帝王佳献）。正月10日：六位蔵人に補す。正月13日：右衛門尉に任ず。祭使宣旨。3月10日：従五位下に叙爵。
- 元久元年（1204年）3月5日：兵部権大輔に任ず。12月25日：従五位上に叙す（父卿造内裏行事賞譲）。
- 元久3年（1206年）2月26日：内裏昇殿を聴す。
- 建永2年（1207年）正月13日：武蔵権介に任ず。
- 承元4年（1210年）正月6日：正五位下に叙す（策労）。
- 承元5年（1211年）
  - 正月18日：五位蔵人に補す。禁色を聴す。9月8日：右少弁に任ず。蔵人を止む。10月13日：左少弁に転ず。
- 建暦3年（1213年）正月16日：正五位上に叙す（策労）。
- 建保2年12月1日（1215年1月2日）：権右中弁に転ず。
- 建保3年（1215年）正月5日：従四位下に叙す。
- 建保6年（1218年）正月13日：右中弁に転ず。12月13日（1219年1月1日）：右宮城使に任ず。
- 建保7年（1219年）正月5日：従四位上に叙す。正月22日：左中弁に転ず。10月5日：正四位下に叙す（稲荷祇園行幸行事賞）。
- 承久2年（1220年）正月22日：左大弁に転ず。
- 承久3年（1221年）正月5日：従三位に叙す。正月13日：長門権守を兼ぬ。月日：勧学院別当に補す。8月29日：参議に任ず（大弁如元）。
- 貞応元年（1222年）10月27日：出家、尋いで薨ず。

## 系譜
- 父：日野資実
- 母：八条院女房播磨局
- 生母不明の子女
  - 男子：日野兼資（?-?）[1][2]
  - 男子：日野兼宣（?-?）
  - 男子：日野兼俊
  - 男子：日野兼嗣